# Das goldene Schwert
Das goldene Schwert (Originaltitel: The Golden Blade) ist ein Abenteuerfilm aus dem Jahr 1953 von Nathan Juran. In den Hauptrollen sind Rock Hudson als Harun und Piper Laurie als Prinzessin Khairuzan zu sehen. Der Film spielt im märchenhaften Bagdad und verwendet Motive aus den Geschichten aus 1001 Nacht.

## Handlung
In der Wüste tobt eine Schlacht zwischen den Städten Basra und Bagdad, während der der Vater des Basrani Harun schwer verwundet wird. Kurz vor seinem Tod kann er seinem Sohn noch ein Medaillon zustecken, das er seinem Mörder entreißen konnte. Er beschwört Harun, den Krieg zu beenden.
Harun reist nach Bagdad, wo er die junge schöne Khairuzan und den Händler Barcus trifft, in dessen hinterem Ladenteil er ein goldenes Schwert entdeckt. Als ein Aufstand ausbricht, verteidigt Harun Khairuzan und den Händler mit diesem Schwert, wobei sich herausstellt, das ihm eine besondere Kraft innewohnt, die Harun dazu verhilft, unbesiegbar zu sein. Kurz nach den Kämpfen findet Harun ein Medaillon, das mit dem identisch ist, das er von seinem Vater in dessen Todesstunde erhalten hat. Barcus versucht inzwischen die beiden Inschriften auf dem Schwert zu entziffern, da er meint, dass die Waffe mit einer Legende korreliert. Er schafft es jedoch nicht sogleich, diese zu lesen und warnt Harun, dass jedes Schwert zwei Seiten habe und er sehr vorsichtig sein müsse, solange er nicht wisse, wie die Kräfte des Schwertes wirkten.
Ungefähr zur selben Zeit will der Großwesir Jafar den Kalifen von Bagdad in erneute Kämpfe gegen Basra zwingen, was dieser jedoch ablehnt. Kurz darauf wird Khairuzan – sie ist die Tochter des Kalifen – von ihrem Bewacher Hadi, dem Sohn Jafars, hereingebracht. Jafar gelingt es, den Kalifen davon zu überzeugen, dass die eigensinnige junge Frau durch einen Heirat mit seinem Sohn gezähmt werden könne. Jafar hegt dunkle Absichten, in die sein Sohn Hadi, der ebenso hinterhältig ist wie sein Vater, eingeweiht ist. Jafar arbeitet daran, die Stellung des Kalifen zu untergraben und durch Aufstachelung dafür zu sorgen, dass es zu weiteren Schlachten gegen Basra kommt.
Als Khairuzan erfährt, dass sie die Frau von Hadi werden soll, tarnt sie sich als Junge, und kann den Palastmauern so entkommen. Zur selben Zeit wartet Harun vor dem Palast auf eine Audienz bei Jafar. Khairuzan gelingt es zwar, mit dem wartenden Pferd Haruns zu fliehen, schnell wird sie jedoch von Hadi und Harun gestellt, wobei es zu einem Kampf zwischen den Männern kommt. Mit Hilfe des magischen Schwerts bleibt Harun jedoch unverletzt. Khairuzan behauptet, ein Diener zu sein, sodass Harun sie in die Stadt und dort zu Barcus mitnimmt. Von dem Händler erfährt sie, dass er inzwischen die erste Inschrift des Schwertes entziffert habe. Sie besage, dass derjenige, der das Schwert aus einem unüberwindlichen Material herausziehe, den Thron gewinne. Nun erst realisiert Harun, dass Khairuzan ein verkleidetes Mädchen ist. Als man beider doch noch habhaft wird und sie ins Gefängnis wirft, kommt es zu einem ersten Kuss, der aber wiederum in einem Streit endet. Da man inzwischen weiß, bei wem es sich um Khairuzan handelt, wird sie nach Hause zu ihrem Vater entlassen. Die junge Frau erklärt ihrem überraschten Vater, dass nur derjenige um ihre Hand anhalten dürfe, der als Sieger aus einem Turnier hervorgehe. Zuvor hat sie dafür gesorgt, dass Harun, den sie als ihren Diener bezeichnet, ebenfalls entlassen wurde. Nun erst wird dem jungen Mann klar, dass Khairuzan eine Prinzessin ist. Obwohl er erst wütend auf sie ist, legt sich das schnell wieder, und bewundernd nimmt er zur Kenntnis, wie die Prinzessin armen Städtern Almosen zusteckt.
In der Zwischenzeit hat Khairuzans Magd Bakhamra Hadi über das magische Schwert informiert, der sogleich zusammen mit seinem Vater einen Plan entwickelt, um es zu stehlen. Sie erstellen eine Kopie, setzen Harun unter Drogen und tauschen die beiden Schwerter gegeneinander aus. Inzwischen steht das Turnier kurz bevor und Khairuzan gelingt es, Harun davon zu überzeugen, dass er sich auch anmelden müsse. Seinem Einwand, dass er nicht aristokratisch genug sei, widerspricht sie, woraufhin Harun sie mit einem Glücksgefühl küsst. Er enteilt dann zu Barcus, um seinem neuen Freund die frohe Nachricht zu verkünden. Als Barcus ihn warnt, dass die zweite Inschrift aussage, dass die wahre Belohnung des Trägers mit einem Steingrab zu tun habe, will er das nicht hören.
Es dauert nicht lange, bis alle, außer Hadi und Harun, aus dem Wettbewerb ausgeschieden sind. Schließlich gewinnt Hadi, dem es gelingt, Harun aus dem Sattel zu drängen. Harun ist nun klar, dass die Schwerter getauscht worden sind, sein Verdacht richtet sich gegen Khairuzan. Im Palast stößt er auf Bakhamra, die gerade von Hadi den Laufpass erhalten hat, sodass sie Harun enttäuscht den wahren Sachverhalt offenbart. Harun kann gerade noch verhindern, dass Hadi die Prinzessin ins Bett zwingen will, muss sich aber einem Kampf stellen. Kurz darauf wird er von Hadis Wachen gefangen genommen und Jafar vorgeführt. In dessen Gesellschaft befinden sich der Kalif und Bakhamra. Jafar erklärt nun, dass man Bakhamra töten und Harun die Schuld zuschieben werde, und den Kalifen werde man ebenfalls beseitigen. Als Jafar sein Medaillon herausholt, sieht Harun, dass es das gleiche ist, das auch er besitzt. Der Versuch des Großwesirs, den Kalifen mit dem magischen Schwert zu töten, misslingt allerdings, da dieses in einer steinernen Säule steckenbleibt. Daraufhin töten die Wachen den Kalifen. Harun und Khairuzan gelingt es, zu entkommen, indem sie den Wachen ihren Tod vortäuschen.
Jafar und Hadi versuchen inzwischen vergeblich, das goldene Schwert aus der steinernen Säule herauszuziehen. Auch ihr Plan, dies durch starke Männer und Magier aus Bagdad erledigen zu lassen scheitert. Inzwischen versammelt Khairuzan die Bewohner Bagdads um sich, während Harun und Barcus sich in den Palast schleichen. Harun muss dort mit den Wachen kämpfen. Bevor er gefangen genommen werden kann, trifft Khairuzan mit ihrer Armee ein. Als Harun nach dem Schwert greift, löst es sich aus der Säule, die dadurch zusammenbricht und Jafar und Hadi unter sich begräbt. Nachdem nun Bagdads wahre Feinde tot sind, verkündet Khairuzan, dass Harun ein Held sei. Unter dem Jubel der Stadtbewohner küssen beide sich.

## Entstehung und Veröffentlichung
| Figur                | Darsteller                           | Deutscher Sprecher |
| -------------------- | ------------------------------------ | ------------------ |
| Harun                | Rock Hudson                          | Axel Monjé         |
| Prinzessin Khairuzan | Piper Laurie                         | Marianne Prenzel   |
| Hauptmann Hadi       | Gene Evans                           | Horst Niendorf     |
| Jafar                | George Macready                      | Curt Ackermann     |
| Bakhamra             | Kathleen Hughes                      | Gisela Trowe       |
| Barcus               | Steven Geray                         | Clemens Hasse      |
| der Kalif            | Edgar Barrier                        | Paul Wagner        |
| Dienstmädchen        | Alice Kelley Anita Ekberg Renate Hoy |                    |
| Kammerherr           | Jack Baston                          |                    |
| Aufrührer            | Dennis Weaver                        |                    |
| Ausrufer             | Guy Williams                         |                    |
| Erzähler (Stimme)    | Richard Carlson                      |                    |
| Sherkan              | Vic Romito                           | Wolf Martini       |

Der Arbeitstitel des von Mitte November bis Mitte Dezember 1952 in den Castle, Blacklot, Universal Studios gedrehten Films lautete The Sword of Damascus ‚Das Schwert von Damaskus‘. Die Figuren Harun, Khairuzan und Dscha'far sind den historisch realen Figuren Hārūn ar-Raschīd, seiner Gattin al-Chaizuran und Dscha'far ibn Yahya nachempfunden.
Nachdem Farley Granger und Tony Curtis, denen die Rolle zuvor angeboten worden war, ablehnten, ging sie an Rock Hudson.
Der Film hatte am 12. August 1953 im kalifornischen Los Angeles Premiere, bevor er am 23. September 1953 allgemein in die Kinos der USA kam. Im darauffolgenden Jahr wurde er in Finnland, Schweden, den Niederlanden, Japan, Australien und in Frankreich (Paris) veröffentlicht. In der Bundesrepublik Deutschland hatte er am 9. April 1954 Premiere.
1955 erfolgte eine Veröffentlichung in der Türkei, in Spanien (Madrid), in Dänemark und in Portugal. Zu sehen war er außerdem in Belgien, Bulgarien Brasilien, Kanada, Chile, Griechenland, Italien und Rumänien.
Der Film wurde von der Koch Media GmbH am 22. Juli 2008 mit einer deutschen Tonspur auf DVD herausgegeben. Das goldene Schwert wurde zudem 2014 mit zwei anderen Geschichten aus 1001 Nacht von Koch Media in HD als Blu-ray herausgegeben.

## Kritik
„Prunkvoller, bunt-abenteuerlicher Märchenfilm im amerikanischen Tausend-und-eine-Nacht-Stil.“

Bei cinemusic.de war die Rede davon, dass diese Art Filme für ein „unverwechselbar nostalgisches Flair“ sorgen würden, ebenso wie „die Begegnung mit Rock Hudson und Piper Laurie sowie dem späteren Star aus La Dolce Vita (1960), Anita Ekberg.“ Diese „eher simpel gestrickte[n], dafür betont visuell einprägsame[n] Abenteuer-Streifen“ taugten „durchaus zum immer wieder willkommenen, angenehm entspannenden Nostalgie-Trip für einen verregneten Sonntagnachmittag oder Ähnliches“.
Dennis Schwartz von Ozus’ Welt Filmkritiken sprach von einem unterhaltsamen, aber standardmäßigen Abenteuerfilm unter der Regie von Nathan Juran und befand abschließend: „Ein typisch üppig fotografierter Technicolor-Film seiner Zeit.“
Die Bewertung von At-A-Glance Film Reviews sah den Film als interessanten Eintrag in einer langen Reihe von Filmen der Arabian Nights-Abenteuer der 1940er- und 1950er-Jahre. Für Leute, die eine Schwäche für dieses Genre hätten, sei er auf jeden Fall empfehlenswert und unterhaltsam sei er allemal.
Dave Sindelar schrieb, dies sei ein Arabian Nights-Film, dessen interessantester Aspekt darin bestehe, dass das titelgebende Schwert (das nicht wirklich oft verwendet werde) in einer Säule steckenbleibe und eine ähnliche Rolle spiele wie König Arthurs Schwert Excalibur. George Macready sei ein guter Bösewicht (und wann sei er das nicht?), Piper Laurie sei wirklich niedlich (aber welche Prinzessin in einem Arabian Night Film sei das nicht?). Alles sei bunt, aber das Beste am Film sei Rock Hudsons Performance, da es ihm gelinge, genau die richtige Balance zwischen Ernsthaftigkeit und Spaß zu finden. Das sei wirklich gut gemacht und dieser Film sei wahrscheinlich einer der besseren Filme dieser Art.
Auf der Seite der United States Conference of Catholic Bishops hieß es, unter der Regie von Nathan Juran gehe die Formel auf, auch habe der Film einige gute Action-Sequenzen, allerdings sei die Handlung platt und die Leistung der Schauspieler reiche von hölzern bis übertrieben theatralisch, zudem sei stilisierte Gewalt im Spiel.